# Excentradenia
Excentradenia es un género de plantas con flores con cuatro especies perteneciente a la familia Malpighiaceae. Es originario de América. 

## Taxonomía
El género fue descrito por William Russell Anderson  y publicado en Contributions from the University of Michigan Herbarium 21: 29-30 en el año 1997. La especie tipo es Excentradenia adenophora  (Sandwith) W.R.Anderson 

## Descripción
Son enredaderas leñosas; con estípulas pequeñas, triangulares. La inflorescencia se produce en  un solo racimo corto axilar de 3-7 ( -9) umbelas con flores. Los pétalos  de color amarillo brillante. El fruto en sámaras.

## Especies
- Excentradenia adenophora  	(Sandwith) W.R.Anderson
- Excentradenia boliviana 	W.R. Anderson
- Excentradenia primaeva 	(W.R. Anderson) W.R. Anderson
- Excentradenia propinqua 	(W.R. Anderson) W.R. Anderson